# The X’s
A The X's egy amerikai rajzfilmsorozat, amelyet Carlos Ramos készített a Nickelodeon számára. A sorozat egy kémcsaládról szól, akik átlagosnak álcázzák magukat, és közben rosszfiúkkal harcolnak. A család feje, Mr. X, egyben a SUPERIOR nevű csapat vezetője. Ők a jófiúk. Ősellenségük a S.N.A.F.U. nevű csoport, amelynek Glowface a vezetője. A műsor nem lett túl népszerű, mindössze 1 évadot élt meg 20 epizóddal. Magyarországon soha nem ment a The X's című rajzfilmsorozat. Amerikában a Nickelodeon vetítette, később a társadó, a Nicktoons ismételte meg a részeket. 2005. november 25-étől 2006. december 13-áig ment ez a sorozat. 24 perces egy epizód.